# Lithacodia chlorophila
Lithacodia chlorophila là một loài bướm đêm trong họ Noctuidae.